# Oliver Dragojević
Oliver Dragojević (n. 7 decembrie 1947, Split, RSF Iugoslavia – d. 29 iulie 2018, Split, Croația) a fost un muzician croat, cu a activitate care s-a desfășurat pe parcursul a patru decenii. Stilul său a îmbinat genul tradițional de muzică acapella klapa din Dalmația, o regiune de coastă din Croația natală, cu motive de jazz înfășurate într-o producție modernă. Pentru cariera sa muzicală influentă, el s-a bucurat de succes critic și comercial în Croația și în țările vecine, precum si numeroase premii, printre care Premiul Porin și Premiul Indexi. Este unul dintre puținii muzicieni croați care au susținut concerte la Carnegie Hall, Royal Albert Hall, L'Olympia și Opera din Sydney.

## Biografie
Părinții lui Dragojević au avut trei fiice, care au murit de tinere în timpul celui de-al Doilea Război Mondial. Familia sa a scăpat dintr-o tabără de refugiați din El Shatt, Egipt, împreună cu multe alte femei și copii din Dalmația. Oliver s-a născut la 7 decembrie 1947, nu după mult timp după ce familia sa s-a întors în orașul natal Vela Luka de pe insula dalmată Korčula. Fratele său, Aljoša, s-a născut în 1949. Când Oliver avea cinci ani, tatăl său Marko le-a cumpărat fiecărui fiu câte o armonică. Oliver a învățat rapid să cânte la instrument și a distrat alți copii pe strada lui, precum și pasagerii aflați la bordul navelor pe ruta aglomerată dintre Vela Luka - Split. Când Oliver a arătat că are o pasiune puternică pentru muzică, părinții lui au decis să-l înscrie la o școală de muzică din Split. Acolo a învățat să cânte la pian, clarinet și chitară bas. „Am făcut școala la Split, dar mi-a plăcut întotdeauna să fiu acasă și mi-am petrecut tot timpul liber în Vela Luka. În timpul iernii recoltam măsline și ardeam lemnul de măslin pentru a ne încălzi, însă camera rămânea întotdeauna rece. Casa era veche și prăfuită, dar mama mea, tata, fratele, verii și mătușile și au fost tot timpul acolo - casa era mereu plină”, și-a amintit el. S-a căsătorit cu Vesna Dragojević în 1974, cu care a avut trei fii, Dino (1975) și gemenii Damir și Davor (1978).

### Boala și moartea
În august 2017, a fost diagnosticat cu cancer pulmonar. În iunie 2018, a fost spitalizat la KBC Split din cauza dificultăților pe care le întâmpina când respira. La 29 iulie 2018, Oliver Dragojević a murit după ce a cedat în urma unei bătălii de lungă durată cu cancerul pulmonar la Split. Guvernul croat a declarat ziua de 31 iulie 2018 ca zi națională de doliu. El a fost îngropat la cimitirul Sf. Roko din Vela Luka, la 1 august 2018.

## Cariera
Primul spectacol al lui Dragojević a fost la „Festivalul Copiilor de la Split” în 1961 cu piesa „Baloni”. Într-o competiție de cântăreți amatori, formația sa din Split, „Batali” a câștigat primul loc pentru un interpretarea lor a piesei „Ieri”, un clasic Beatles. În 1972, Oliver a plecat în străinătate pentru a se dezvolta ca muzician. A cântat în cluburi din Germania, Suedia și Mexic. Cariera solo a cântărețului a început în 1974 la Festivalul Split, unde a câștigat cu piesa „Ča će mi Copacabana”.
Un an mai târziu, compozitorul Zdenko Runjić și Dragojević au lansat piesa „Galeb i ja”. S-a dovedit a fi un mare succes în fosta RSF Iugoslavia și l-a făcut Dragojević drept un artist bine cunoscut. Aceasta a fost urmată de hiturile „Romanca”, „Oprosti mi, pape”, „Stari morski vuk”. Runjić va continua să colaboreze cu Dragojević la alte 200 de melodii, până la moartea lui Runjić. Între 1975-1980, duo-ul Dragojević / Runjić a dominat scena muzicală a fostei RSF Iugoslavia. O parte din versurile pieselor sale au fost compuse de Jakša Fiamengo, printre care se numără „Nadalina”, „Piva klapa ispod volta”, „Karoca”, „Ništa nova” „Infiša san u te” și „Ostavljam te samu”. În 1990, Dragojević a câștigat Festivalul de la Split cu piesa Ti este moj san și Jugovizija Jamboree cu piesa Sreća je tamo gdje si ti, ambele compuse în colaborare cu Zorica Kondža.

## Discografie
- 1975: Ljubavna pjesma
- 1976: Našoj ljubavi je kraj
- 1976: Split 76
- 1977: Malinkonija
- 1978: Poeta
- 1979: Vjeruj u ljubav
- 1980: Oliver 5
- 1981: Đelozija
- 1982: Jubavi, jubavi
- 1984: Evo mene među moje
- 1985: Svoju zvizdu slidin
- 1986: Za sva vrimene
- 1987: Oliver
- 1987: Pionirsko kolo
- 1988: Svirajte noćas za moju dušu
- 1989: Oliver u HNK
- 1990: Jedina
- 1992: Teško mi je putovati
- 1994: Neka nova svitanja
- 1994: Sve najbolje
- 1995: Vrime
- 1996: Oliver u Lisinskom
- 1997: Duša mi je more
- 1998: Štorija 1
- 1998: Štorija 2
- 1998: Štorija 3
- 1998: Štorija 4
- 1998: Štorija 5
- 2000: Dvi, tri riči
- 2001: Oliver u Areni
- 2002: Trag u beskraju
- 2003: Vjeruj u ljubav 2003
- 2005: Vridilo je
- 2006: The Platinum Collection
- 2006: Oliver à l'Olympia
- 2007: Kozmički dalmatinac
- 2010: Samo da je tu
- 2013: Tišina Mora

## Legături externe
- Site web oficial
- Discografia lui Oliver Dragojević